# Красотки (фильм, 2005)
«Красо́тки» (фр. Les poupées russes, буквально «матрёшки») — французская романтическая комедия 2005 года режиссёра Седрика Клапиша, сиквел фильма «Испанка».

## Сюжет
Действие фильма происходит через пять лет после «Испанки». Тридцатилетний Ксавье оказывается на незавидном положении литературного негра и пишет сценарии для любовных мыльных опер в надежде всё же дописать и издать свой первый роман. Встречаясь и расставаясь со многими девушками, Ксавье не оставляет надежды найти женщину своей мечты.

## Проблематика
Атмосфера фильма значительно более серьёзна, чем это было в случае с «Испанкой». Основная тематика «Красоток» — проблемы молодых людей в возрасте около тридцати, которые ещё не могут определить, что им нужно в жизни и как им следует жить дальше. Для того чтобы найти ту женщину, которую он хотел бы видеть с собой рядом, Ксавье придётся объехать всю Европу, побывав в Лондоне, Москве и Санкт-Петербурге. Несмотря на серьёзность тематики фильма, Клапиш подходит к своему фильму весьма творчески и оставляет большое пространство для юмора.

## В ролях
| Актёр             | Роль         |
| ----------------- | ------------ |
| Ромен Дюрис       | Ксавье       |
| Келли Райли       | Венди        |
| Одри Тоту         | Мартина      |
| Сесиль де Франс   | Изабель      |
| Кевин Бишоп       | Вильям       |
| Евгения Образцова | Наташа       |
| Ирене Монтала     | Неус         |
| Гэри Лав          | Эдвард       |
| Люси Гордон       | Селия Шелтон |
| Фредерик Бель     | Барбара      |

## Интересные факты
- Значительное место в фильме занимает российская тематика. Название фильма в буквальном переводе с французского означает «Матрёшки» и имеет двойную мотивацию: с одной стороны, одна из героинь — русская красавица («русская куколка»), а с другой — имеется в виду многоступенчатое познание другого человека.
- Одно из главных откровений, которое получает главный герой фильма, Ксавье, во время своей бесконечной погони за идеальной женщиной — это то, что идеальная красота, если бы она существовала, была бы безобразна. Ксавье понимает это, стоя на улице Зодчего Росси в Санкт-Петербурге, которая поражает его безобразием идеальности своих пропорций.